# Distretto di Kajaani
Il distretto di Kajaani è un distretto della Finlandia. Si trova nella ex provincia di Oulu e fa parte della regione del Kainuu. Conta sei comuni e il numero di classificazione LAU 1 (NUTS 4) è 182.

Il 31 maggio 2011, la popolazione del distretto era di 57.473 abitanti e l'area di 9.018 km², con quindi una densità di 6,3 ab./km².

## Entità
- Kajaani (città)
- Paltamo (comune)
- Ristijärvi (comune)
- Sotkamo (comune)

## Modifiche comunali
Il comune di Vuolijoki è confluito nella città di Kajaani il 1º gennaio 2007.